# The French Milliner
The French Milliner est un film américain réalisé par Edward Dillon, sorti en 1916.

## Fiche technique
- Titre original : The French Milliner
- Réalisation : Edward Dillon
- Scénario : Anita Loos
- Société de production : Fine Arts Film Company
- Société de distribution : Triangle Distributing Corporation
- Pays d’origine :  États-Unis
- Langue originale : anglais
- Format : noir et blanc — 35 mm — 1,37:1 — Film muet
- Genre : Comédie
- Durée : 2 bobines
- Date de sortie :
  - États-Unis : 27 août 1916
- Licence : domaine public

## Distribution
- Fay Tincher
- Lottie De Vaull
- Edward Dillon
- Victor Rodman